# Jovanka Stojčinović-Nikolić
Jovanka Stojčinović-Nikolić (serb. Јованка Стојчиновић-Николић; ur. 1952 w Ritešiciu) – serbska poetka, do 2017 prezes Stowarzyszenia Pisarzy Republice Serbskiej.

## Biografia
Ukończyła gimnazjum w Doboj, następnie Wyższą Szkołę Pedagogiczną w Tuzli i studia kultury fizycznej w Sarajewie. Po studiach zaczęła pracę w liceum w Doboj, a w 1998 roku została dyrektorem Centrum Kultury i Edukacji w Doboj. W 2012 roku została wybrana prezesem Stowarzyszenia Pisarzy Republiki Serbskiej. Funkcję tę pełniła do 2017 roku. Jest mężatką, ma troje dzieci i mieszka w Doboj.

## Twórczość
Zvijezda skitača (1975), Tijesno doba (1994), Samoća ruže (1995), Kamen moje krvi (1996), Golo sunce (1996), Boso bilje (1997), Oskoruša (2000), Gorka svjetlost (2002), Ključaonica (2003), Mrak od čistog zlata (2006), Oblik svjetlosti (2006),Odabrani čas (2016), Trinaesti stepenik (2014)

## Nagrody
- W 2006 nagroda literacka „Šušnjar” za Mrak od cistog zlata[7]
- nagrodę Stowarzyszenia Pisarzy Republiki Serbskiej w 2014 roku za Trinaesti stepenik[8]
- w 2016 roku nagrodę literacką "Hadži Dragana" za książkę Odabrani čas[9]